# Ferula biverticellata
Ferula biverticellata là một loài thực vật có hoa trong họ Hoa tán. Loài này được Thiebéaut mô tả khoa học đầu tiên năm 1935.